# Szittya Károly
Szittya Károly (született: Schäffer Károly, Budapest, 1918. június 18. – Szeged, 1983. augusztus 9.) olimpiai bajnok vízilabdázó, edző.

## Játékos-pályafutása
1930-ban kezdte el sportpályafutását, az Újpesti TE úszójaként. Később áttért a vízilabdázásra, ahová Halassy Olivér visszavonulása után sikerült bekerülnie. Újpesti pályafutása során négyszer nyert magyar bajnokságot, 1940-ben pedig folyamúszásban volt országos bajnok a csapatversenyen. A válogatottban először 1944. augusztus 19-én szerepelt Pozsonyban szerepelt. 1947-ben negyedik volt az Európa-bajnokságon. Az 1948-as londoni olimpián ezüstérmet szerzett a csapattal. 1949-ben igazolt át a Ferencvárosi Torna Clubhoz, ahol 1954-ben fejezte be pályafutását. Tagja volt az 1952-es helsinki olimpiai játékok vízilabdatornáján győztes csapatának. Pályafutása során huszonegy alkalommal szerepelt a válogatottban.
Játékosként az állójátékban töltött be összekötő szerepet a hátvédek és a csatárok között. Lövései veszélyesek voltak, átadásaira a megfelelő időzítés volt a jellemző.

## Edzői pályafutása
Visszavonulása után a Gheorghiu Dej Hajógyár, majd a Budapesti Spartacus edzője lett, 1963-ban pedig a Budapesti Vasas Izzó csapatának edzéseit vette át. Két évvel később visszatért régi együtteséhez, az addigra már Dózsának hívott Újpesthez, ahol hét éven át töltötte be az edzői posztot. Ebben az időszakban vezette még a magyar ifjúsági válogatottat (1969) és Rajki Béla segítője volt a felnőtt válogatottban. 1972-ben rövid ideig Kubában edző, majd 1973 és 1978 között másik volt csapatánál, a Ferencvárosnál vezette az ifjúsági és a serdülő csapat edzéseit, majd haláláig a SZEOL-nál dolgozott.
1969-ben a Magyar Olimpiai Bizottság tagja lett és megkapta a mesteredző címet is.

## Eredményei
Vízilabdázóként
- Olimpiai játékok
  - bajnok (1952)
  - második (1948)
- Magyar bajnokság
  - bajnok (1938, 1941, 1942, 1948)
  - második (1940, 1944, 1949)
- Magyar kupa
  - győztes (1946, 1949)

Úszóként
- Magyar bajnokság
  - bajnok folyamúszás csapat (1940)